# Serrana (tiểu vùng)
Serrana là một tiểu vùng thuộc bang Rio de Janeiro, Brasil. Tiều vùng này có diện tích 1785 km², dân số năm 2007 là 443190 người.